# Yvon Charbonneau
Yvon Charbonneau (né le 11 juillet 1940 à Mont-Saint-Michel, près de Ferme-Neuve et Mont-Laurier, au Québec, et mort à Plantation, en Floride, le 22 avril 2016 ,) est un enseignant, syndicaliste, relationniste et homme politique québécois et canadien. Il est président de la Centrale de l'enseignement du Québec (CEQ) à deux reprises (1970-1978 et 1982-1988), député du Parti libéral du Québec (PLQ) entre 1994 et 1997, député du Parti libéral du Canada (PLC) entre 1997 et 2004 et ambassadeur à l'UNESCO entre 2004 et 2006.

## Biographie

### Enfance et formation
Yvon Charbonneau naît le 11 juillet 1940 à Mont-Saint-Michel, au Québec. Il a une sœur et est issu d'une famille modeste. Le père d'Yvon Charbonneau étant charpentier-menuisier et se déplaçant en fonction du travail disponible, la famille déménage plus d'une vingtaine de fois en dix-huit ans. Alors qu'Yvon Charbonneau a six ans, sa famille s'installe à Mont-Laurier. Sa mère lui ayant déjà appris à lire et à écrire, il fait ses études primaires en 6 ans (la durée normale à l'époque étant de 7 ans), entre 1946 et 1951. En 1952, il commence ses études classiques au séminaire de Mont-Laurier. Dès son adolescence, il s'intéresse aux questions syndicales en lisant régulièrement les journaux de la Confédération des travailleurs catholiques du Canada (CTCC) et en s'informant sur des conflits ouvriers comme la grève de l'amiante ou encore la grève de Murdochville.
Intéressé par plusieurs domaines d'étude, Yvon Charbonneau hésite entre le missionnariat laïque, le droit, les sciences sociales ou encore la philosophie. Il décide finalement de se diriger vers l'enseignement et s'inscrit à l'École normale secondaire et à la Faculté des Lettres de l'université de Montréal (UdeM) afin d'obtenir un diplôme en pédagogie et une maîtrise en littérature. Il y obtient une licence en pédagogie en 1961 et une maîtrise en littérature française en 1968.

### Enseignement
Dès 1961, Yvon Charbonneau obtient un premier emploi à l'Externat classique Jean-Jacques Olier, une institution d'enseignement gérée par les prêtres de la Compagnie de Saint-Sulpice. Il y enseigne le français et le latin. Au début des années 1960, Charbonneau est secrétaire de sa section locale de la Confédération des syndicats nationaux (CSN). Il fréquente également les milieux nationalistes québécois, s'impliquant notamment au sein de la Société Saint-Jean-Baptiste (SSJB) et appuyant les libéraux de Jean Lesage lors des élections québécoises de 1962.
L'enseignement offre des opportunités de voyage à Yvon Charbonneau. Ainsi, en 1965, il fait une demande auprès du Bureau de l'Aide extérieure afin de servir comme coopérant dans un pays du tiers-monde. Les projets de coopération internationale le mèneront, entre 1965 en 1967, à voyager en Tunisie, en Algérie, en Libye, en Italie, en Syrie, en Égypte ou encore dans les Balkans. Il enseigne notamment à Sfax, en Tunisie. Après un long voyage, Charbonneau rentre au Québec à l'été 1967, puisqu'il doit terminer son mémoire de maîtrise en littérature pour l'année suivante.

### Syndicalisme
Dès 1968, à 28 ans, Yvon Charbonneau s'engage au sein du syndicalisme enseignant. Il occupe alors un poste de président au sein de son syndicat local. Deux ans plus tard, le 28 août 1970, Yvon Charbonneau est élu président de la Centrale de l'enseignement du Québec (CEQ) par une majorité de 16 voix. Il remplace alors Gérard-Raymond Laliberté à la tête de la plus importante centrale du syndicalisme enseignant québécois.
Au cours de son premier mandat, entre 1970 et 1978, il devient connu du grand public notamment lors des affrontements qui opposent en 1972 le front commun des centrales syndicales au gouvernement de Robert Bourassa, alors qu'il est emprisonné aux côtés de Marcel Pépin et Louis Laberge. Dans son autobiographie, Yvon Charbonneau revient sur cet épisode : «Du fond de ma geôle, je soutiens que le syndicalisme, mouvement social, ne doit pas connaître un moment de relâche, puisqu'il lutte pour la libération -toujours à refaire- de la force de travail contre l'oppression capitaliste ou bureaucratique.».
Ces affrontements mènent la centrale à se positionner face à l'État du Québec et on développe entre autres une perspective selon laquelle l'éducation participe de la reproduction de la division des classes sociales (voir le pamphlet L'École au service de la classe dominante, 1972). La centrale se positionne sur une foule d'enjeux sociaux et cherche à démocratiser la société dans laquelle elle s'inscrit et à aider les travailleurs non syndiqués à obtenir de meilleures conditions de travail. Par exemple, au congrès de 1973, la CEQ insiste sur les enjeux spécifiques de la condition féminine au sein du marché du travail. À titre de président, Yvon Charbonneau salue ces initiatives féministes en rappelant que le syndicalisme enseignant est né de la lutte de «milliers d'institutrices modestes et exploitées». En 1975, un second front commun des syndicats du secteur public voit le jour et obtient de multiples gains en matière de conditions de travail. Les employés d'hôpitaux obtiennent entre autres un salaire de base de 165$ par semaine à partir de 1978, la parité salariale entre les hommes et les femmes ainsi que quatre semaines de congé payés après un an de service à partir de 1979.
En 1978, Yvon Charbonneau est défait par Robert Gaulin lors de l'élection à la présidence de la CEQ. Il en profite pour retourner aux études et obtient, en 1980, une maîtrise en science politique à l'Université Laval et entreprend un doctorat en 1981 à l'Université du Québec à Montréal. Ses recherches portent particulièrement sur le discours idéologique et les réformes politiques de la Révolution tranquille.
À la fin du mois de juin 1982, Yvon Charbonneau est réélu président de la CEQ. Ce mandat de 6 ans, jusqu'en 1988, est marqué par les luttes contre les politiques néolibérales du gouvernement provincial québécois. La centrale s'oppose notamment à la privatisation du milieu de l'éducation et milite pour le financement du réseau scolaire public. À la fin des années 1980, la CEQ met également l'accent sur la défense du français comme seule langue officielle au Québec. En 1988, Lorraine Pagé succède à Yvon Charbonneau à la présidence de la CEQ.

### Relations publiques
En 1989 et 1990, Yvon Charbonneau est nommé par le gouvernement québécois président d'une commission d'enquête sur les déchets dangereux. De 1990 à 1992, il occupe un poste de vice-président des relations publiques au groupe SNC-Lavalin. En 1993 et 1994, il est président de la Société québécoise de développement de la main-d'œuvre.

### Engagement politique
Lors de l'élection générale québécoise du 12 septembre 1994, il se présente et est élu comme député du Parti libéral du Québec à l'Assemblée nationale du Québec dans la circonscription de Bourassa, sur l'île de Montréal. Comme député de l'opposition, il est, de 1994 à 1997, vice-président de la Commission de l'éducation.
Le 2 mai 1997, il démissionne comme député de l'Assemblée nationale pour devenir candidat du Parti libéral du Canada à l'élection générale fédérale canadienne du 2 juin 1997, lors de laquelle il est élu député de la circonscription d'Anjou—Rivière-des-Prairies à la Chambre des communes du Canada. Il est réélu lors de l'élection générale fédérale du 27 novembre 2000. De 1999 à 2001, il est secrétaire parlementaire du ministre de la Santé puis en 2003 et 2004 secrétaire parlementaire du ministre de la Sécurité publique et de la Protection civile. Il siège comme député jusqu'à l'élection générale fédérale de 2004, lors de laquelle il ne représente pas.
De 2004 à 2006, il est ambassadeur à l'organisation des Nations unies pour l'éducation, la science et la culture (UNESCO), à Paris.

### Mort
Yvon Charbonneau meurt le 22 avril 2016, à Plantation (Floride).

## Vie privée
Yvon Charbonneau se marie avec Raymonde McMillan, une enseignante de Mont-Laurier, le 29 juillet 1961. Leur premier enfant, Alain, naît le 1er mai 1962.